# Mohamed Abdelaal
Mohamed Abdelaal (Mohamed abd al-Álí), (* 23. července 1990) je egyptský zápasník – judista.

## Sportovní kariéra
Na mezinárodní scéně se mezi seniory objevil v roce 2011 v polostřední váze. V roce 2016 se kvalifikoval na olympijské hry v Riu a po úvodní výhře nad Úganbátarem z Mongolska po nasazeném šrkcení nestačil v dalším kole na Chasana Chalmurzajeva.

### Vítězství
- 2015 – 1x světový pohár (Minsk)

## Výsledky
| Olympijské hry     |    |   |    | — |    |    |     | úč. |  |  |  |  |  |  |  |  |  |  |  |  |  |
| Mistrovství světa  | —  | — | —  |   | —  | —  | úč. |     |  |  |  |  |  |  |  |  |  |  |  |  |  |
| Africké hry        |    |   | —  |   |    |    | 1.  |     |  |  |  |  |  |  |  |  |  |  |  |  |  |
| Mistrovství Afriky | —  | — | 5. | — | 3. | 5. | 3.  | 1.  |  |  |  |  |  |  |  |  |  |  |  |  |  |
| MS juniorů         | 7. |   |    |   |    |    |     |     |  |  |  |  |  |  |  |  |  |  |  |  |  |